# 加州和風號列車
加州和風號列車（英語：California Zephyr）為美國國鐵所經營，從伊利諾伊州芝加哥開往北加利福尼亞州旧金山湾区埃默里維爾的長途城際旅客列車。列車經由伊利諾伊州，愛荷華州，內布拉斯加州，科羅拉多州，猶他州，內華達州，和加利福尼亞州，貫穿美國中西部和西海岸地區，是美鐵旗下運行線路最長的城際列車之一。列車穿越大平原，洛基山脈，科羅拉多河谷，內華達山脈等地，丹佛以东利用BNSF铁路路轨，丹佛以西利用联合太平洋铁路中央走廊和羽毛河峡谷铁路运行。

## 初代“加州和風號”
“加州和風號”的歷史可以追溯到19世紀中期以前。19世紀30年代的美國西進運動中，移民車隊沿著“俄勒岡小徑”和“加利福尼亞小徑”從東海岸向西移民開發。至1869年第一條橫貫大陸鐵路正式通車，大西洋沿岸和太平洋沿岸通過鐵路正式連結在一起。當時，聯合太平洋鐵路公司和中太平洋鐵路公司即開通了從芝加哥到加利福尼亞州太平洋沿岸城市的長途客運列車。至20世紀前半頁，有多趟列車往來于芝加哥和北加利福尼亞之間，連結了芝加哥，奧馬哈，丹佛，鹽湖城，沙加緬度和舊金山都重要城市。
現今“加州和風號”最初為多家鐵路公司的長途特快旅客列車合併聯營而來：芝加哥，伯靈頓和昆西鐵路（CB&Q）經營往來芝加哥和丹佛的“丹佛和風號”列車（美國第一列高速旅客列車先鋒者微風號的後繼），丹佛，格蘭德河和大西部鐵路（Denver & Rio Grande Western Railroad，D&RGW）經營往來丹佛和鹽湖城的列車，及西太平洋鐵路（Western Pacific Railroad）經營鹽湖城至加利福尼亞州奧克蘭的列車。合併后的“加州和風號”車體產權分屬于各家公司，但聯合售票和運行，在各區間運行時使用相應公司的鐵軌。1949年3月19日，“加州和風號”首次運行，當時路線全長2525英里（4064公里），全程需要兩天半。受航空和汽車業發展，當時美國鐵路客運已經開始走下坡路，爲吸引旅客，列車內部設施豪華，并配備了全景式觀景天窗。列車運行圖也精心制定以保證在白天經過重要的景點。列車亦配備了具有高服務水準的女乘務員組，一時被傳為佳話。

### 使用車輛
1949年初代“加州和風號”使用如下鐵路車輛：
- 行李車
- 座席觀景車廂（分普通，婦女兒童專用，司乘人員專用三類）
- 俱樂部觀景車廂
- 高級臥舖車廂（每節小套間10，雙人套間6）
- 普通臥舖車廂
- 餐車
- 展望車

除上述車輛外，“加州和風號”還常加掛一節由紐約經芝加哥開往加利福尼亞的高級臥舖車廂。

### “和風小姐”

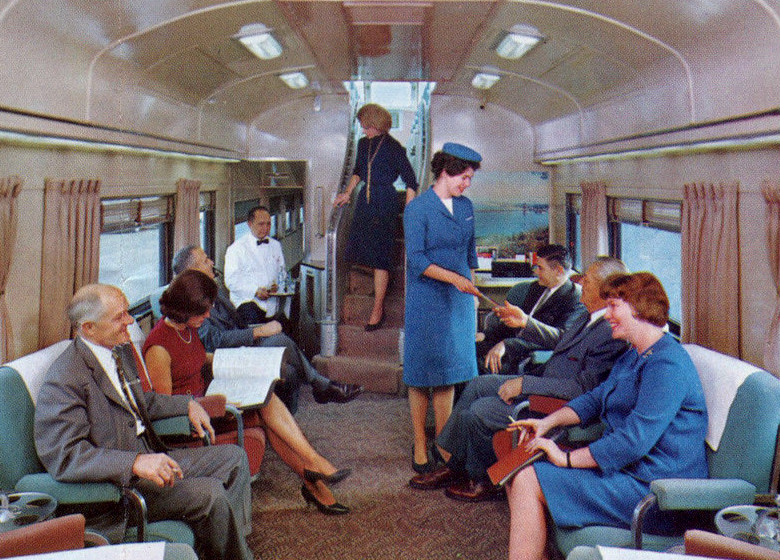
1967年，一名身着蓝色制服的“和风小姐”在加州和风号的下层车厢

在1940年代末期，各大鐵路公司為應對逐漸顯現的鐵路客運衰退，大規模更新設備，提高服務檔次。“加州和風號”一經問世，就以“乘坐火車本身就是一種旅遊”而聞名於世。“加州和風號”配備了高質量女乘務員，有著“和風小姐（Zephyrettes）”美稱。“和風小姐”每趟列車每班12名，不僅負責列車日常運行秩序，也為旅客提供許多額外的幫助，如旅遊指導，嬰兒看護，病人護理等。得到廣泛好評。1983年美鐵接手並重新開行“加州和風號”時，特邀原“和風小姐”Beulah Bauman女士乘坐首趟列車。
“和風小姐”也用於命名一對巴德公司生產的柴聯車。該車為西太平洋公司所屬，曾於1950年9月17日至1960年10月2日運行于科羅拉多州Royal Gorge鐵路上。

## 美鐵時代
20世紀中期美國鐵路客運經歷了大衰退，1970年，“加州和風號”宣告停運。1971年美國國鐵成立后，各私營鐵路公司紛紛放棄鐵路公司，并將客運線路轉由美鐵經營。當時美鐵試圖保留傳統客運線路，但“加州和風號”成員之一D&RGW拒絕加入美鐵系統并繼續獨立經營原丹佛至鹽湖城的鐵路線路。“加州和風號”因此解散近十年。美鐵在保留原CB&Q“丹佛和風號”的同時，選擇將原聯合太平洋鐵路“舊金山城”號作為芝加哥和舊金山地區的客運快車。1972年，美鐵整合資源后，合併開通“舊金山和風號”作為“加州和風號”的替代者，但是和最初線路不同。列車并不在鹽湖城停靠，而是經過鹽湖城北奧格登市，通過聯合太平洋的路軌經懷俄明州繞行至丹佛。1983年，D&RGW終於宣佈加入美鐵。“加州和風號”得以恢復舊名並在最初的線路上運行。
1977年至1997年，“加州和風號”（或“舊金山和風號”）在芝加哥與奧格登（后為鹽湖城）之間拖帶“先鋒者號”和“沙漠之風號”（1979年起）。從芝加哥開出大編組列車在奧格登站（或鹽湖城站）拆分成三列：“加州和風號”繼續西駛至舊金山灣區，“先鋒者號”沿聯合太平洋鐵路北上波特蘭或西雅圖市，而“沙漠之風號”終點站為拉斯維加斯市。東駛的列車則在相同車站連結成大編組繼續行駛至芝加哥。1997年，“先鋒者號”和“沙漠之風號”宣告取消。
“加州和風號”在內華達州溫尼馬卡站（Winnemucca）和威爾斯站 （Wells）站之間為雙線雙向運行。西向客車經“第一條橫貫大陸鐵路”（原屬南太平洋鐵路公司），東向客車則经“羽毛河峡谷铁路”（現稱中央走廊，原屬西太平洋鐵路公司）。這是兩家公司競爭與協商的結果。20世紀後期聯合太平洋鐵路相繼兼併兩家公司后，此競爭不復存在。最初終點站為加利福尼亞奧克蘭市的十六街車站，1989年洛馬普里塔地震中嚴重損毀。其終點站遷往現址埃默里維爾市。

## 大事记
1949年：

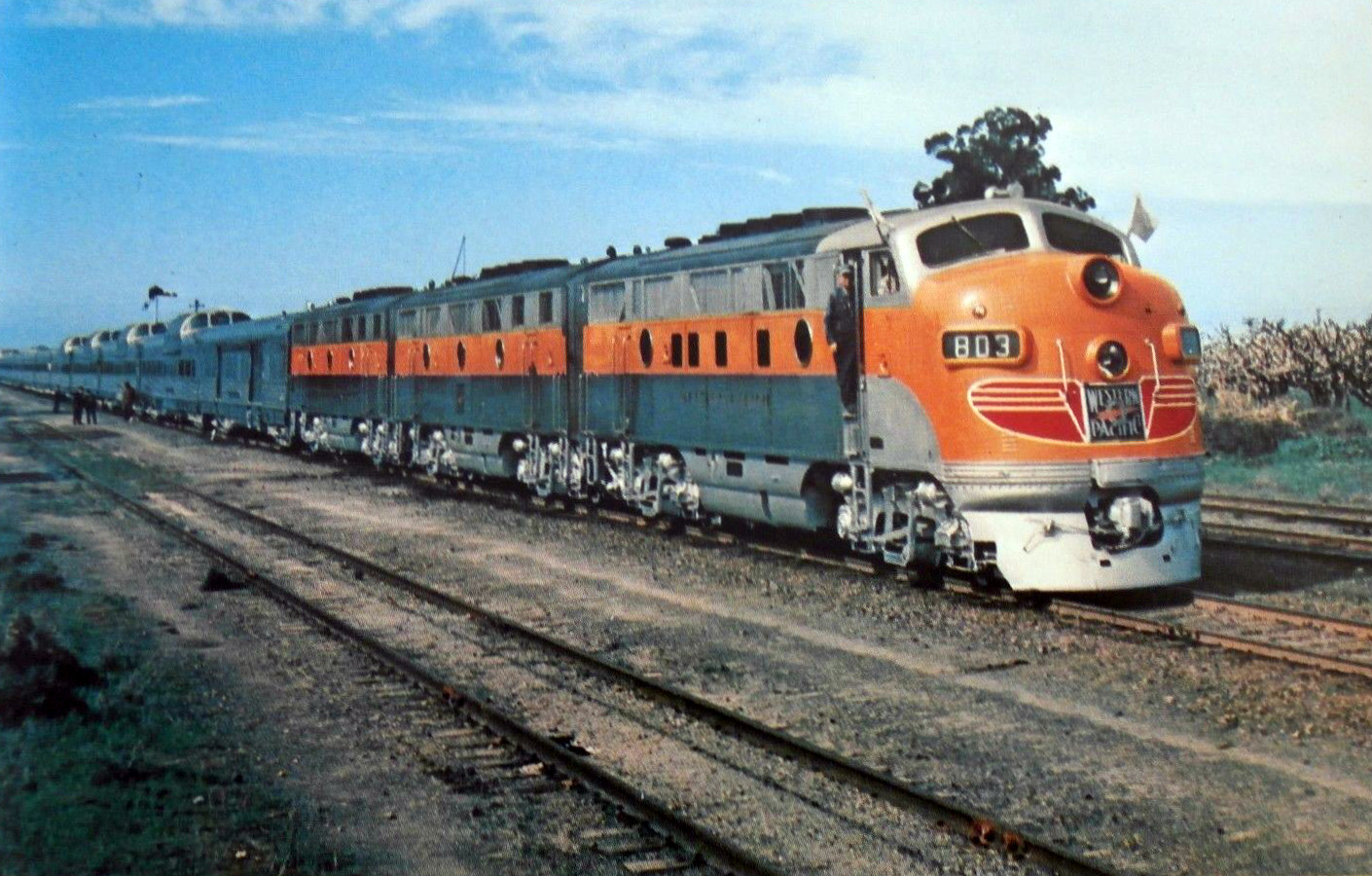
1949年加州和風號在加州阿爾塔蒙特市展出

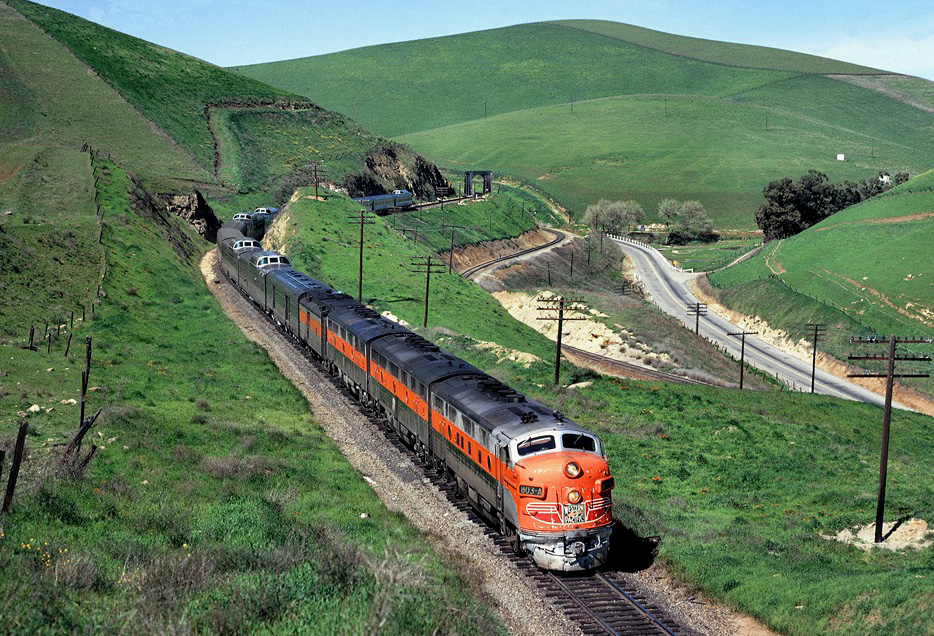
1970年加州和風號行駛在阿爾塔蒙特關

- 3月12日：列车在加利福尼亚州奥克兰市展示，并在奥克兰和盐湖城之间首趟试运营。
- 3月19日：在舊金山三號碼頭大樓（Pier 3 Ferry building）前舉行揭幕和命名儀式。
- 3月20日：首次運營，從奧克蘭市向東開往芝加哥。

1955年：
- 3月1日：男嬰Peter Zars在行進在紅寶石峽谷（Ruby Canyon）的列車上誕生，成為本次列車上第一個誕生的嬰兒。

1970年：
- 2月13日：發佈通告，初代“加州和風號”將停止運營。
- 3月22日：最後一班初代“加州和風號”從芝加哥開往奧克蘭后停運。每週有三趟從芝加哥開往猶他州奧格登的列車，前往北加州的旅客需要在此換乘“舊金山城號”（City of San Francisco）或“舊金山和風號”（San Francisco Zephyr）。

1983年
- 4月24日：原D&RGW公司加入美國國鐵系統，“格蘭德河和風號”停運，“加州和風號”恢復運營。

2000年
- 10月29日：“加州和風號”發車頻率增加到每日一對。

2011年
- 6月24日：向西行駛的“加州和風號”在內華達州里諾市以東70英里處的一平交道口和一輛卡車相撞，造成包括卡車司機和列車司機在內的6人死亡，數十人受傷。

## 路線資料

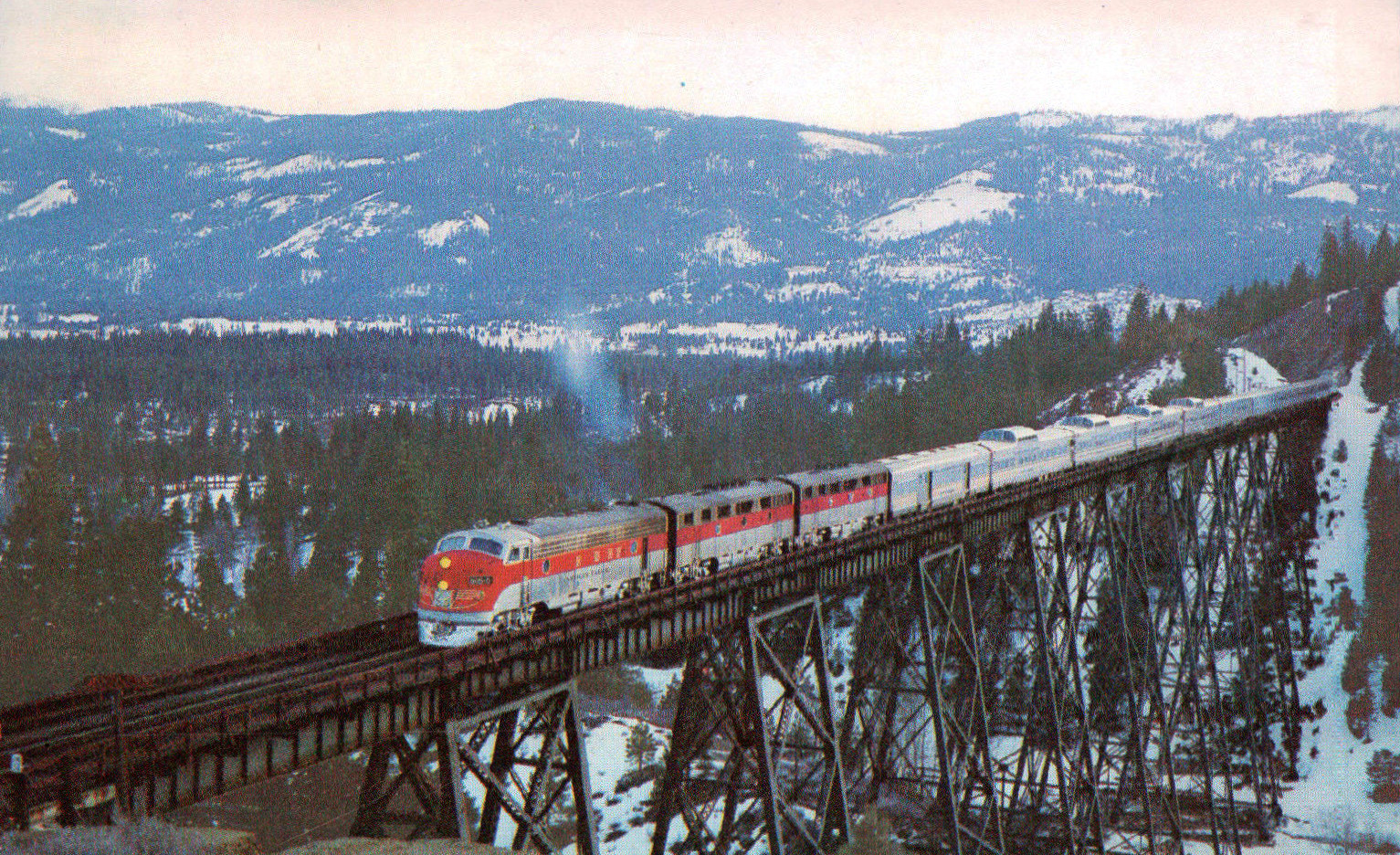
加州和風號運行在內華達山脈

“加州和風號”自1949年正式成立以來，由於鐵路公司的組織，業務變動，其運行圖也幾經調整。目前從芝加哥-丹佛區間主要在BNSF鐵路（原芝加哥-伯靈頓-昆西鐵路公司）的路軌上運營，而丹佛以西則在現聯合太平洋鐵路公司的路軌上運營。丹佛以西路段曾分屬數家不同鐵路公司（丹佛和格蘭德河鐵路，西太平洋鐵路，南方太平洋鐵路等），但在20世紀後期被聯合太平洋鐵路逐步收購。

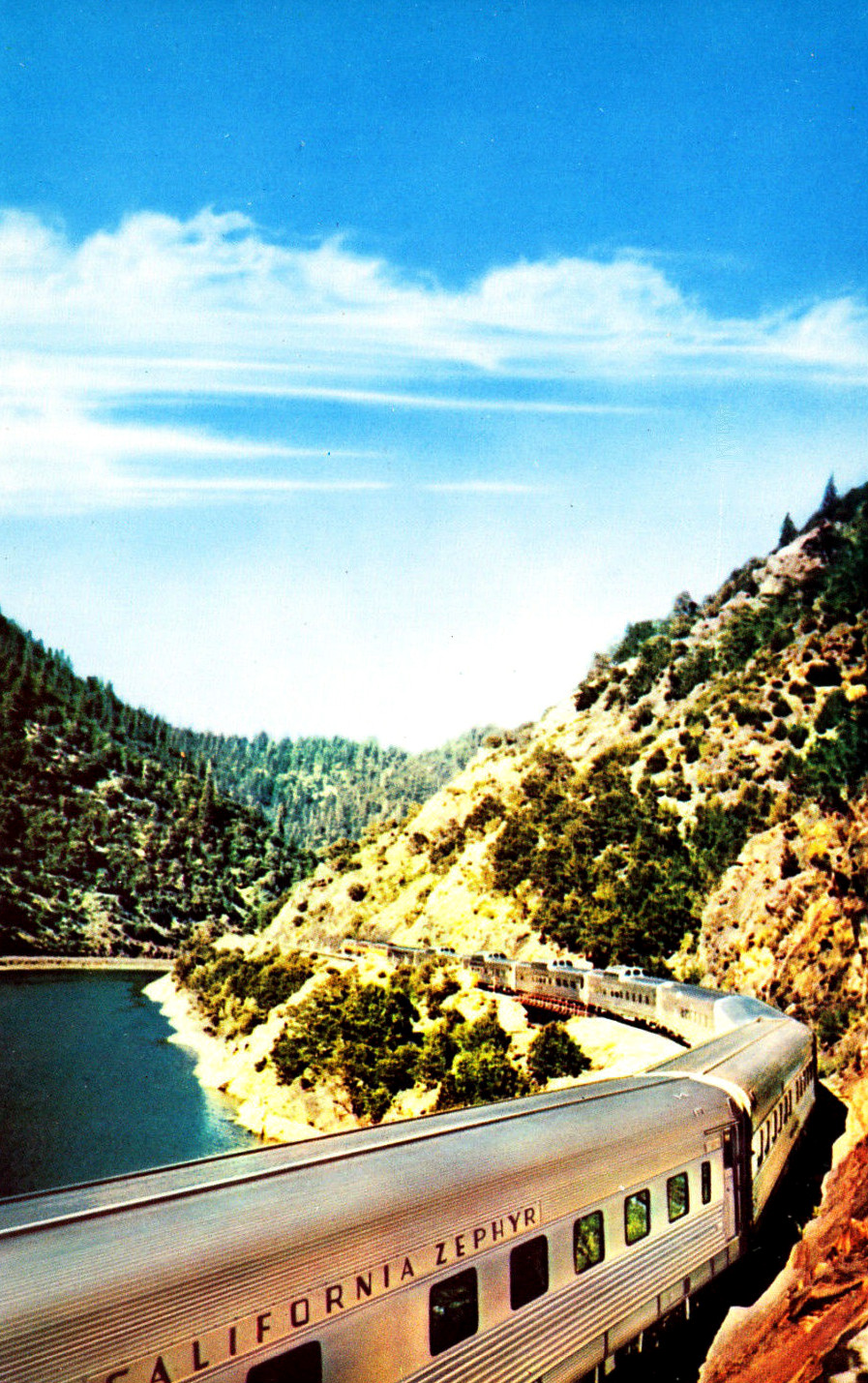
羽毛河峽谷

列車從芝加哥聯合車站南向始發，並沿BNSF所屬鐵路向南依次經過芝加哥市區，老工業區及市西南住宅區。沿途可見威利斯大廈，舊工業區紅磚廠房，街道及數個鐵路貨場。列車駛出芝加哥都會區需約一個小時的時間，並抵達衛星城內珀維爾市。列車在伯靈頓通過一座鐵製升降橋跨越密西西比河，進入衣阿華州境內。可從升降橋上俯瞰伯靈頓市全貌。列車繼續西向穿越大平原並經停衣阿華州，內布拉斯加州和科羅拉多州一系列城鎮直至丹佛市。內布拉斯加州奥马哈市是芝加哥至丹佛區間唯一一座大型城市。
列車抵達丹佛聯合車站後，掉頭開出並改經聯合太平洋鐵路西行，並進入洛基山區，景物風貌隨之巨變。列車經莫法特隧道穿越大陆分水岭，沿科羅拉多河谷西進。起初河道狹窄，河水呈白色，隨後進入“格倫伍德峽谷”後，河道逐漸變寬，並在大章克申和甘尼遜河交匯。有時在河邊可見當地人對著火車露屁股（美國一種傳統惡作劇）的行為。列車行經紅寶石峽谷後，繼續沿科羅拉多河進入猶他州，經由布克懸崖（Book Cliffs）南緣抵達小城“幫手”站。
加州和風號駛過鹽湖城後，線路和I-80號州際高速公路大致平行，列車經大鹽湖南緣穿過巴纳维亚盐带平地，進入內華達州。在內華達州，列車主要沿洪堡河前進。在進入洪堡河谷之前，列車需穿過兩道山脊，以及Pequop山的隧道。列車繼續穿過“四十英里沙漠”，並沿著特拉基河至里諾，並繼續向西至內華達山脈，進入加利福尼亞州。
進入加利福尼亞州後，列車沿內華達山脈上盤山鐵路行進，並經由唐納山口下山。列車在“美國河”和“尤巴河”之間行進，並抵達加利福尼亞中央谷地。列車的終點站是埃默里維爾，位於奧克蘭市郊。在埃默里維爾車站，轉成Emery Go Round可與舊金山捷運相接駁。此外，在車站亦可專程美鐵巴士直抵舊金山市區。
最初“加州和風號”使用羽毛河峡谷铁路穿越內華達山脈。但目前已經改道，原線僅用於貨運。遊客若想觀賞羽毛河線路則可選擇駕車沿I-70高速公路行駛。

## 接駁交通
| 洲           | 城市         | 車站             | 交通 |
| ------------ | ------------ | ---------------- | --- |
| 伊利諾伊州   | 芝加哥       | 芝加哥聯合車站   | 見芝加哥聯合車站#運營線路 |
| 伊利諾伊州   | 納珀維爾     | 納珀維爾站       | 美鐵: 卡爾桑伯格號, 伊利諾伊和風號, 西南酋長號 Metra: BNSF線 佩斯巴士: 530, 676, 677, 678, 680, 681, 682, 683, 684, 685, 686, 687, 688, 689, 714, 781                                                                               |
| 伊利諾伊州   | 普林斯頓     | 普林斯頓站       | 美鐵: 卡爾桑伯格號, 伊利諾伊和風號, 西南酋長號 |
| 伊利諾伊州   | 蓋爾斯堡     | 蓋爾斯堡站       | 美鐵: 卡爾桑伯格號, 伊利諾伊和風號, 西南酋長號 伯靈頓巴士 蓋爾斯堡公交: 2路. |
| 愛荷華州     | 伯靈頓       | 伯靈頓站         | 伯靈頓城市巴士: 所有線路 |
| 愛荷華州     | 普萊森特山   | 普萊森特山站     | 無 |
| 愛荷華州     | 奧塔姆瓦     | 奧塔姆瓦站       | 奧塔姆瓦公交: 東-西線 伯靈頓巴士. |
| 愛荷華州     | 奧西歐拉     | 奧西歐拉站       | 無 |
| 愛荷華州     | 克萊斯頓     | 克萊斯頓站       | 無 |
| 內布拉斯加州 | 奧馬哈       | 奧馬哈站         | 奧馬哈城市公交: 10路 |
| 內布拉斯加州 | 林肯         | 林肯             | StarTran: 51, 52路 |
| 內布拉斯加州 | 黑斯廷斯     | 黑斯廷斯         | 無 |
| 內布拉斯加州 | 霍德里奇     | 霍爾德里奇站     | 無 |
| 內布拉斯加州 | 麥克庫克     | 麥克庫克站       | 無 |
| 科羅拉多州   | 摩根堡       | 摩根堡站         | |
| 科羅拉多州   | 丹佛         | 丹佛聯合車站     | 美鐵: 美鐵巴士 RTD輕軌: C線, E線 |
| 科羅拉多州   | 佛雷澤       | 佛雷澤冬季公園站 | 無 |
| 科羅拉多州   | 格蘭比       | 格蘭比站         | 無 |
| 科羅拉多州   | 格倫伍德溫泉 | 格倫伍德溫泉站   | 灰狗巴士 咆哮者公交 |
| 科羅拉多州   | 大章克申     | 大章克申站       | 大峽谷公交公司: 11路 |
| 猶他州       | 綠河         | 綠河站           | 無 |
| 猶他州       | 幫手         | 幫手站           | 無 |
| 猶他州       | 普罗沃       | 普罗沃站         | 無 |
| 猶他州       | 鹽湖城       | 鹽湖城中央車站   | 灰狗巴士 鋒線跑手: 鋒線跑手北線 UTA巴士: 2, 3, 11, 205, 209, 220, 227, 240, 500, 520, 522, 550 猶他輕軌: 綠線，藍線 |
| 內華達州     | 埃尔科       | 埃尔科站         | 無 |
| 內華達州     | 溫尼瑪卡     | 溫尼瑪卡站       | 無 |
| 內華達州     | 里諾         | 里諾站           | RTC |
| 加利福尼亞州 | 特拉基       | 特拉基站         | 無 |
| 加利福尼亞州 | 科爾法克斯   | 科爾法克斯站     | 無 |
| 加利福尼亞州 | 羅斯維爾     | 羅斯維爾站       | 美鐵:首都走廊號 |
| 加利福尼亞州 | 薩克拉門托   | 薩克拉門托河谷站 | 美鐵: 首都走廊號, 海岸星光號, 聖華金號, 美鐵巴士 薩克拉門托大眾運輸: 金線 |
| 加利福尼亞州 | 戴維斯       | 戴維斯站         | 美鐵: 首都走廊號, 海岸星光號 |
| 加利福尼亞州 | 馬丁內斯     | 馬丁內斯站       | 美鐵: 首都走廊號, 海岸星光號, 聖華金號 三角運輸: 200 西貓公交: 108, 116, 118, 119, 200, 30Z, 308, 980 |
| 加利福尼亞州 | 里士满       | 里士满站         | 美鐵: 首都走廊號, 海岸星光號, 聖華金號 BART:里士满－费利蒙线, 里士满－米尔布雷线 AC巴士: 70, 71, 72M, 74, 76, 376 (本地); 608, 684, 674, 667, 668, 675, 684 (僅學校上課日); 800 (夜班車) 金門公交: 42 里士滿醫療中心：BRAT-凱撒班車 |
| 加利福尼亞州 | 埃默里維爾   | 埃默里維爾站     | AC巴士: 31 (車站在車站人行天橋另一端) 美鐵: 首都走廊號, 海岸星光號, 聖華金號, 美鐵巴士 Emery Go Round: 貝丘/鲍威尔線，霍利斯線 |

## 車輛保存

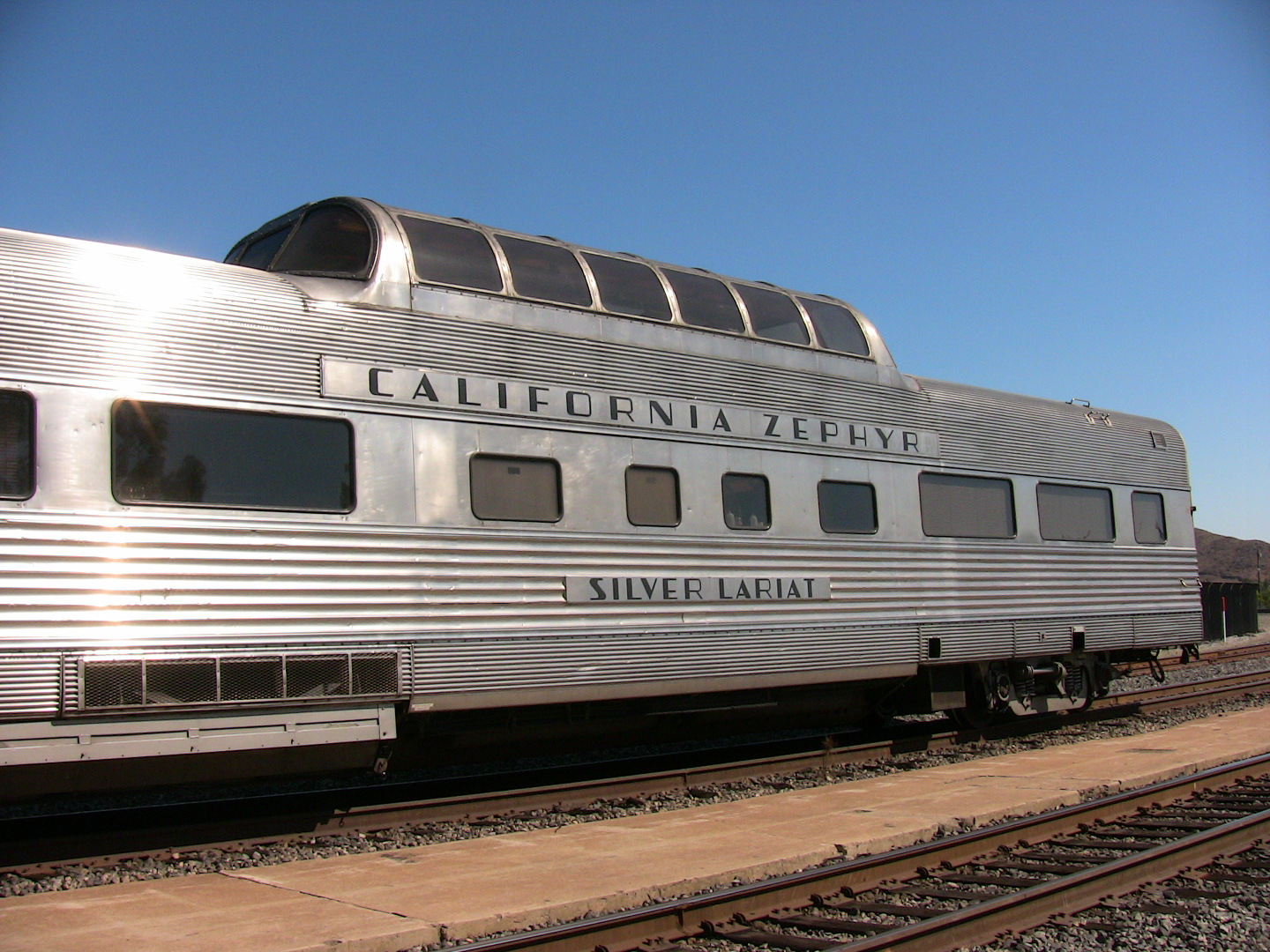
原“加州和風號”觀景車廂“銀套索” 正前往奧克蘭方向，車廂加掛於“海岸星光號”編組--攝於聖路易斯-奧比斯保

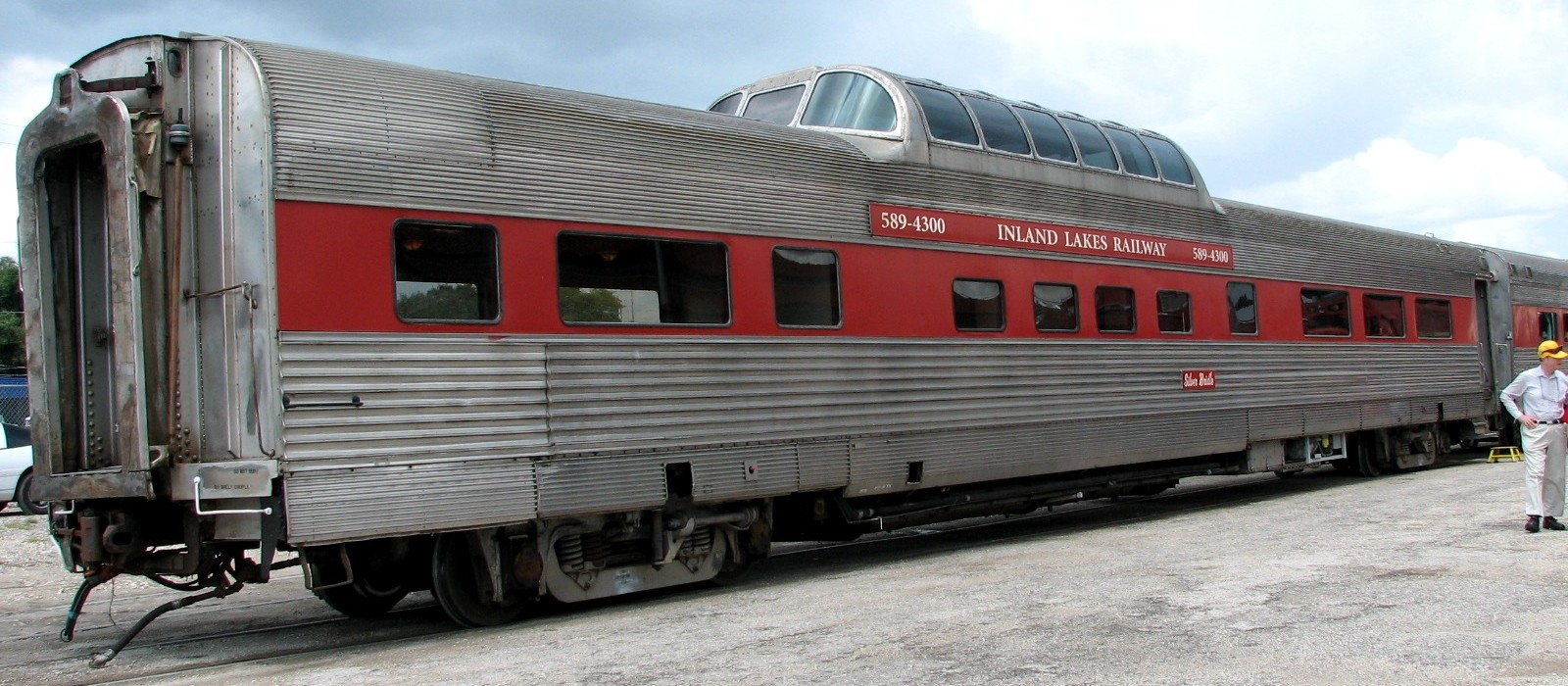
原“加州和風號”觀景車廂，用於“內陸湖鐵路”--攝於佛羅里達州山多拉

“加州和風號”使用巴德公司製造的高品質不鏽鋼車身客車，退役後一直是私人鐵路車輛市場的搶手貨。目前，仍有一些“加州和風號”退役列車以私人所有的方式加掛在美鐵列車後，隨著列車來回行駛。常見有觀景車廂“銀色日光浴”，觀景軟座車廂“銀套索”，臥舖車“銀色急流”和“銀色鵪鶉”以及觀景俱樂部車“山脈旅館”等。
全美國有六所博物館收藏有加州和風號曾用車廂：伊利諾伊鐵道博物館擁有數台牽引“加州和風號”的伯靈頓鐵路機車。科羅拉多鐵道博物館亦收藏有兩台格蘭德河鐵路機車，曾用於加州和風以及格蘭德河和風號。佛羅里達州金色海岸鐵道博物館擁有原屬西太平洋鐵路的“加州和風號”車輛：行李車“銀色牡鹿”和觀景車“銀色新月”。
佛羅里達州雅芳公園車站博物館亦收藏有原西太平洋鐵路的“加州和風號”車輛：“銀色棕櫚”。該車原為臥舖車廂，現為餐車，用於承辦活動。該車曾經以餐車形式加入“自動列車號”編組。
奧斯汀蒸汽火車聯盟，目前運營“奧斯汀和德州中央鐵路”在希爾縣锡达帕克和伯奈特區間線路。該聯盟已將“加州和風號”臥鋪“銀色松樹”修復完成並投入使用。“銀色松樹”1948年由巴德公司製造，為16段臥舖車廂。奧斯汀蒸汽火車聯盟將其改造成軟座車，並於2011年正式投入使用。
收藏最多的博物館為位於加利福尼亞州波托拉的西太平洋鐵路博物館，收藏有一台機車，四輛客車。博物館方面正努力修復車輛以期重新投入使用。機車為“西太平洋805-A號”，為現存唯一專為“加州和風號”生產的機車。四節客車為觀景餐車“銀色旅館”，觀景座車“銀色小屋”和“銀色步槍”（從加利福尼亞州金門鐵道博物館租借），以及現存唯一“加州和風號”的餐車“銀盤”。

## 複製品
原有一列“加州和風號”的複製品，陳列在加利福尼亞州安纳海姆市迪士尼加州冒險樂園內，該複製品用於公園內贝克场面包店以及若干食品，飲料攤販。2011年8約，該複製品移至西太平洋鐵路博物館收藏。

## 圖集

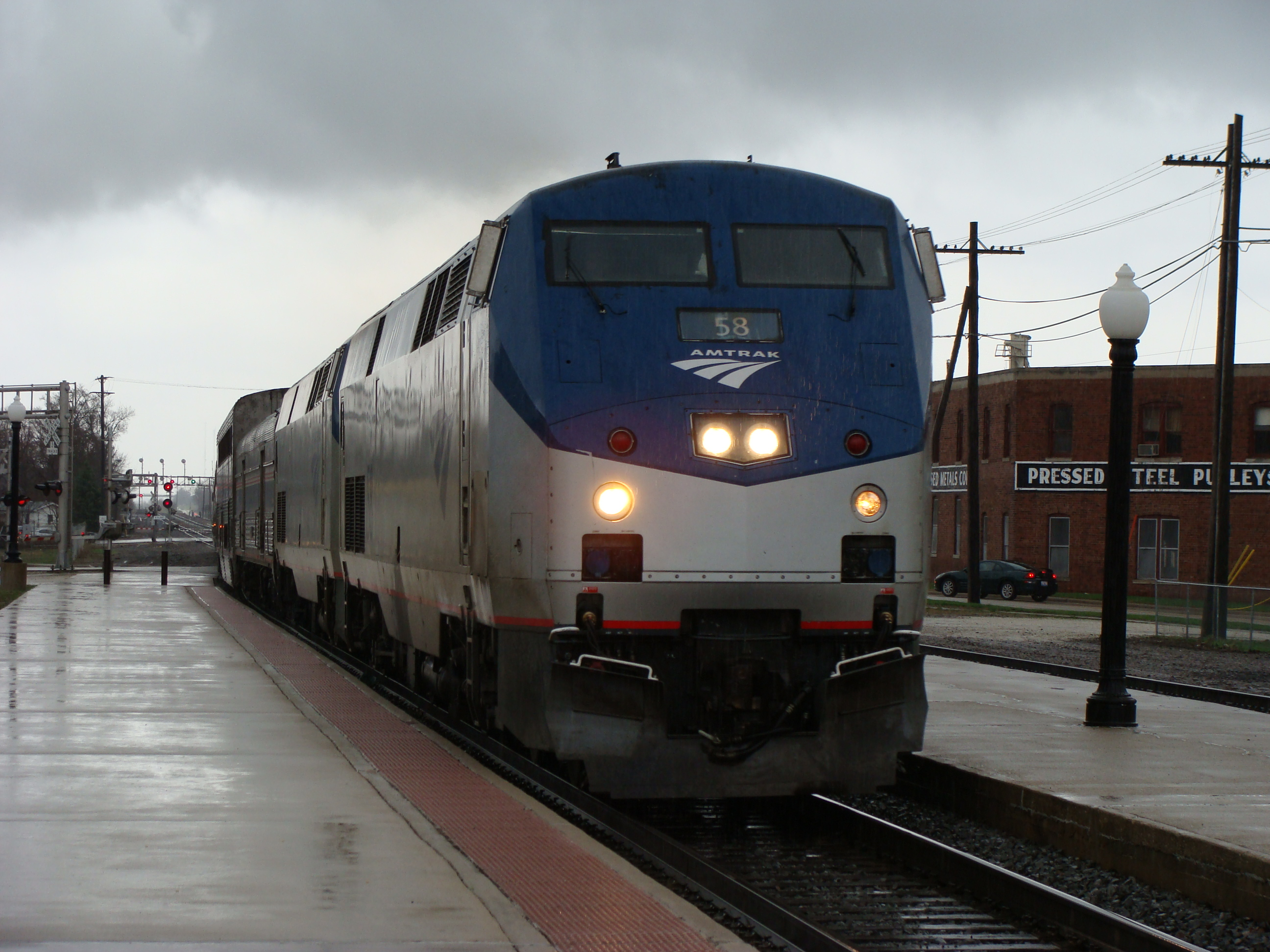
西向加州和風號駛入伊利諾伊州蓋爾斯堡站
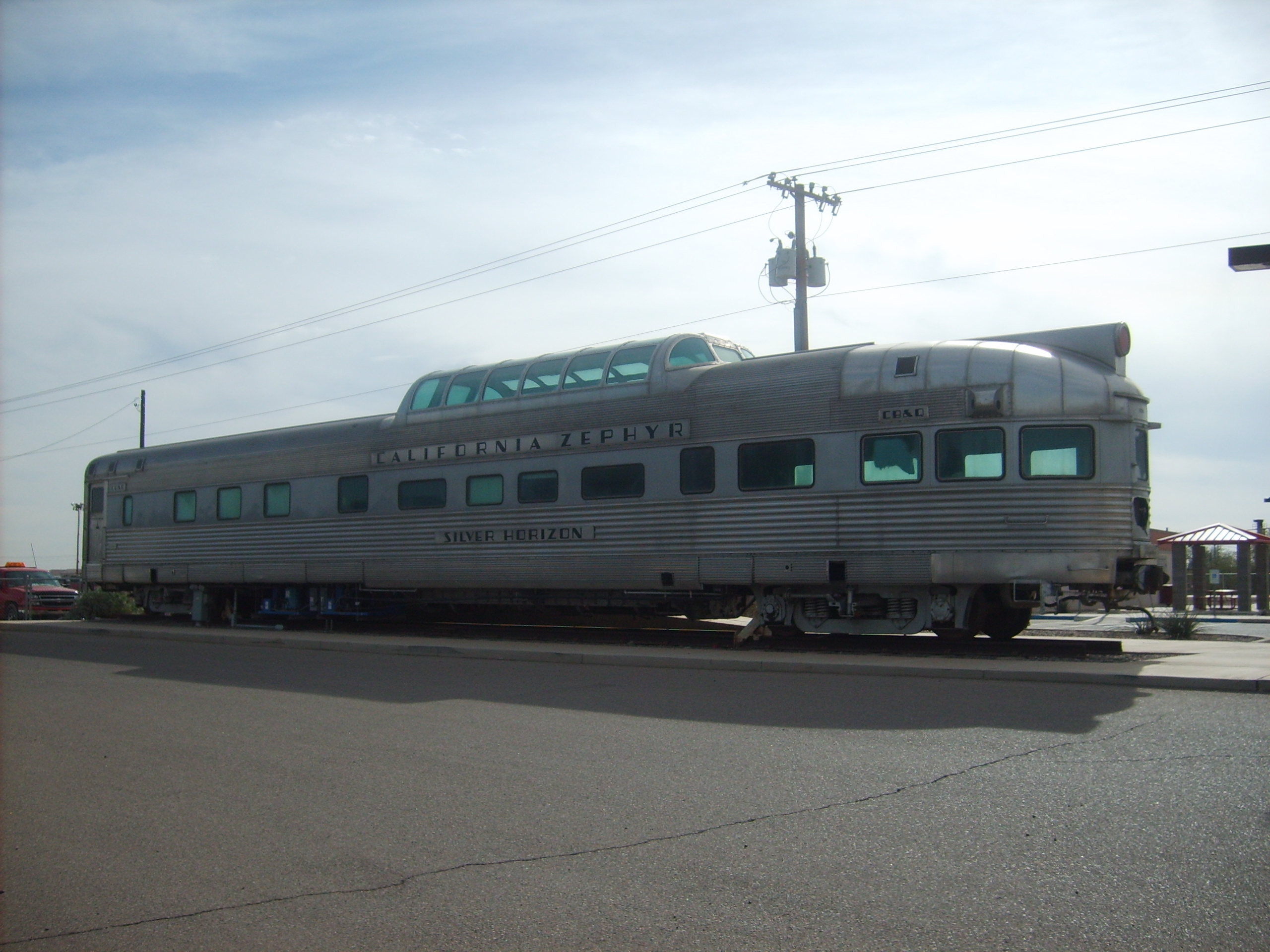
陳列在亞利桑那州馬里科帕車站的加州和風號曾用車廂“銀色地平線”
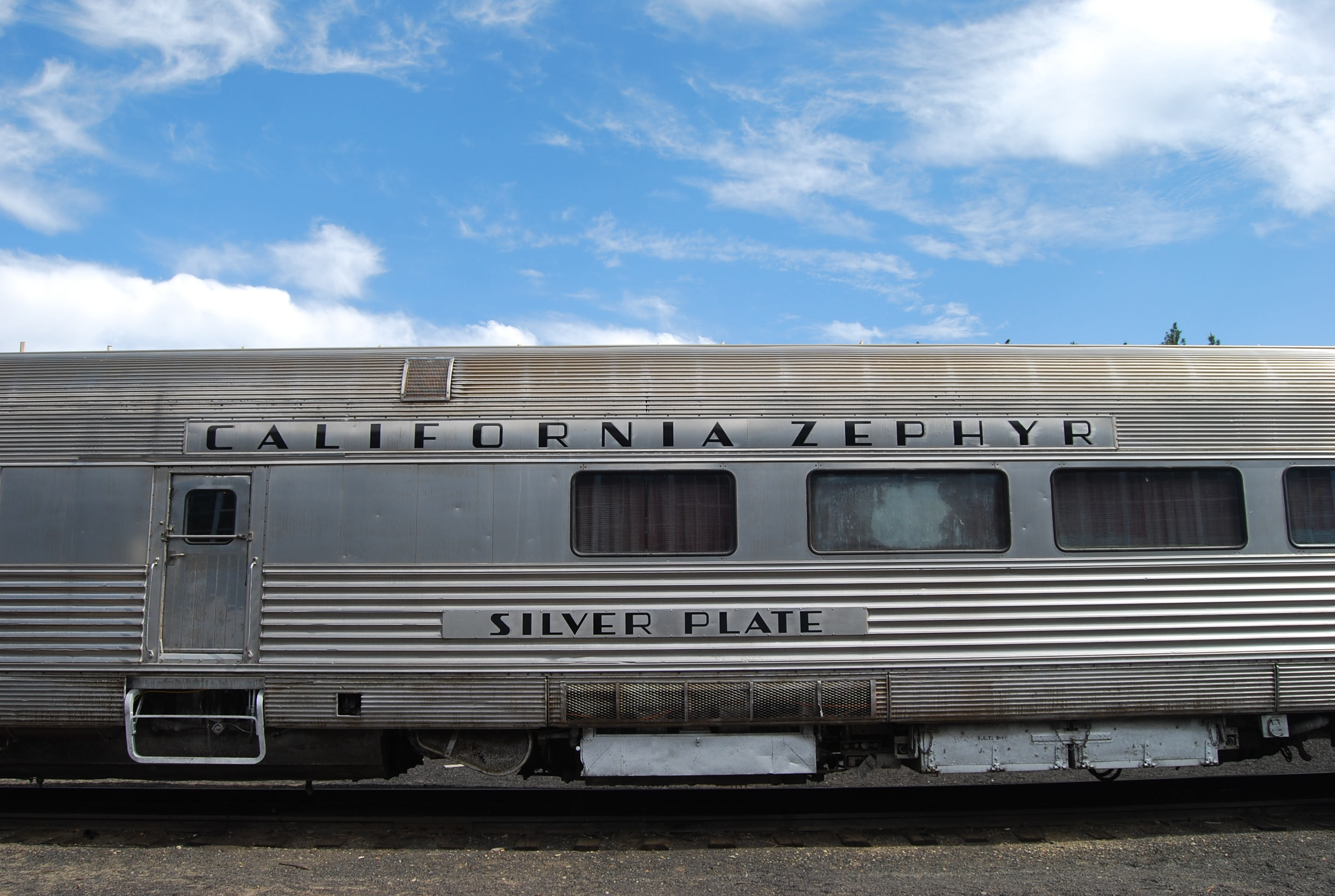
加州和風曾用餐車車廂“銀盤”
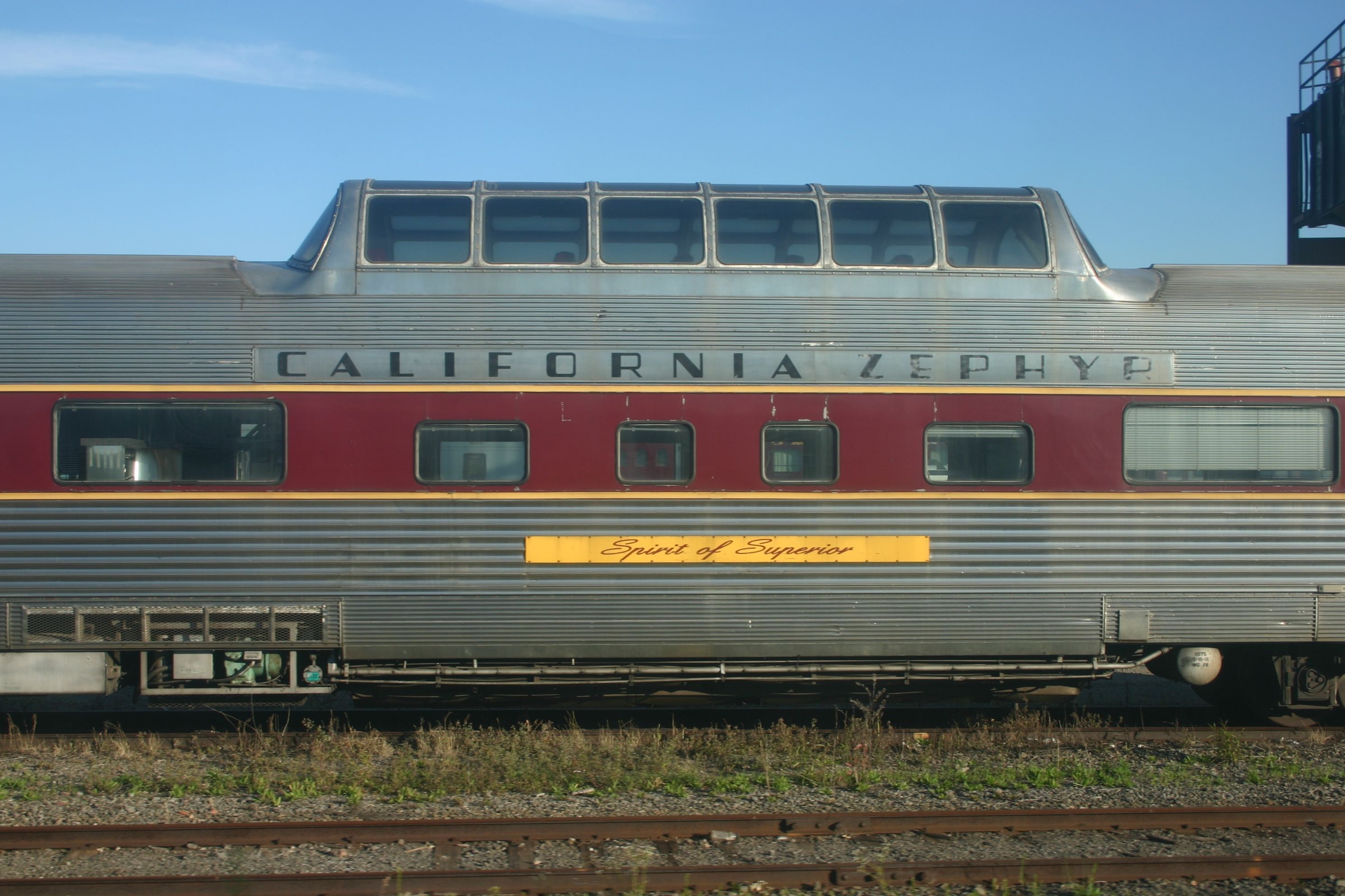
加州和風號曾用觀景車廂“銀色宮殿”，現屬於加拿大阿爾戈馬鐵路公司
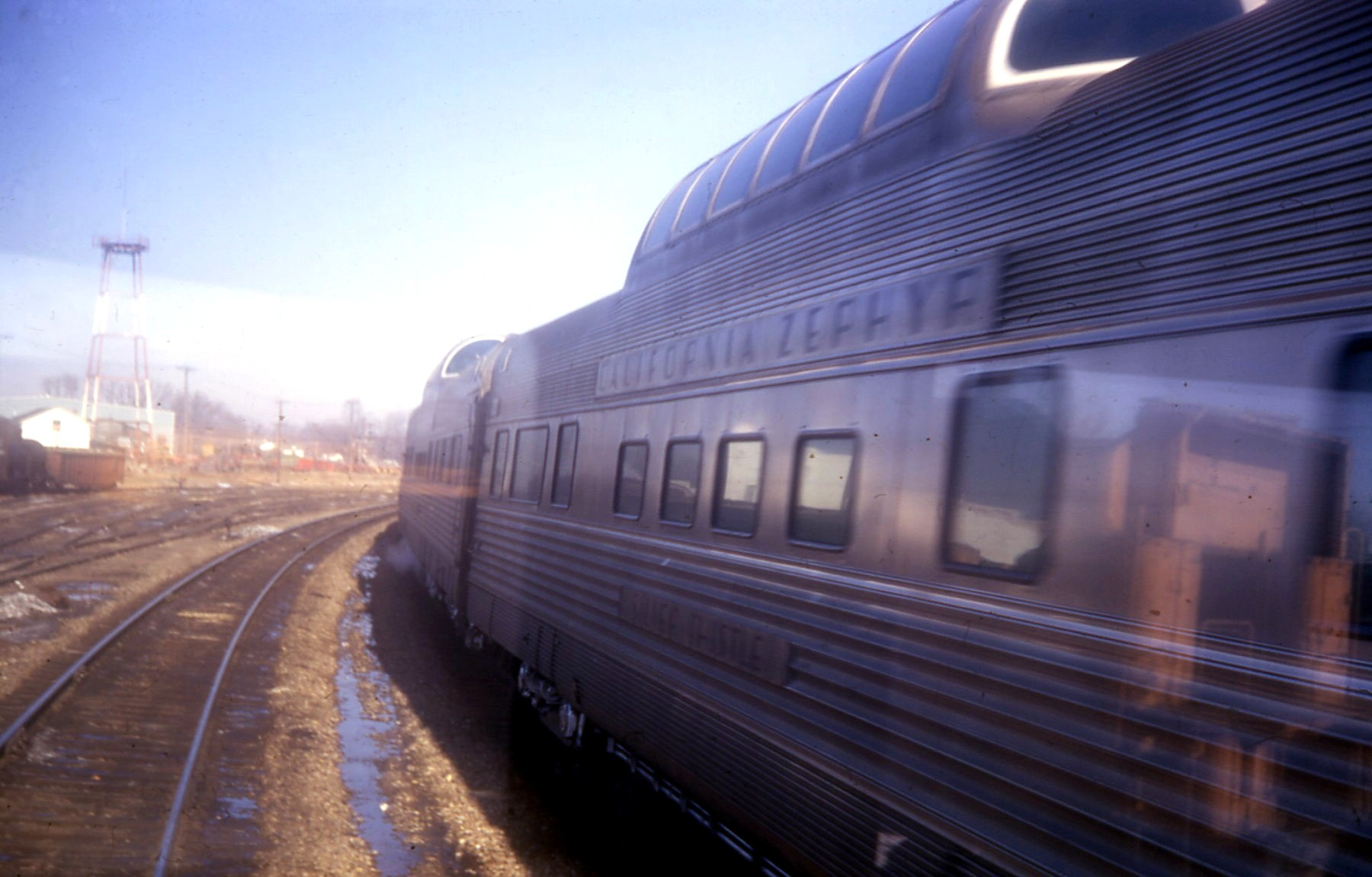
1968年加州和風號使用觀景車廂“銀薊”
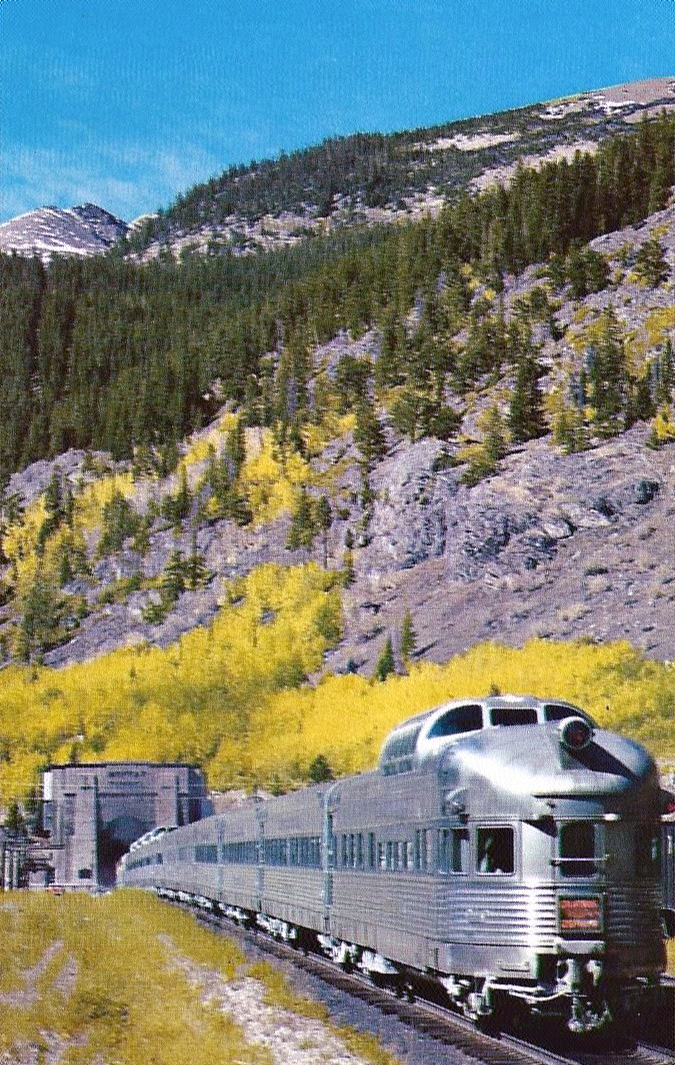
西向行駛的列車穿越莫法特隧道
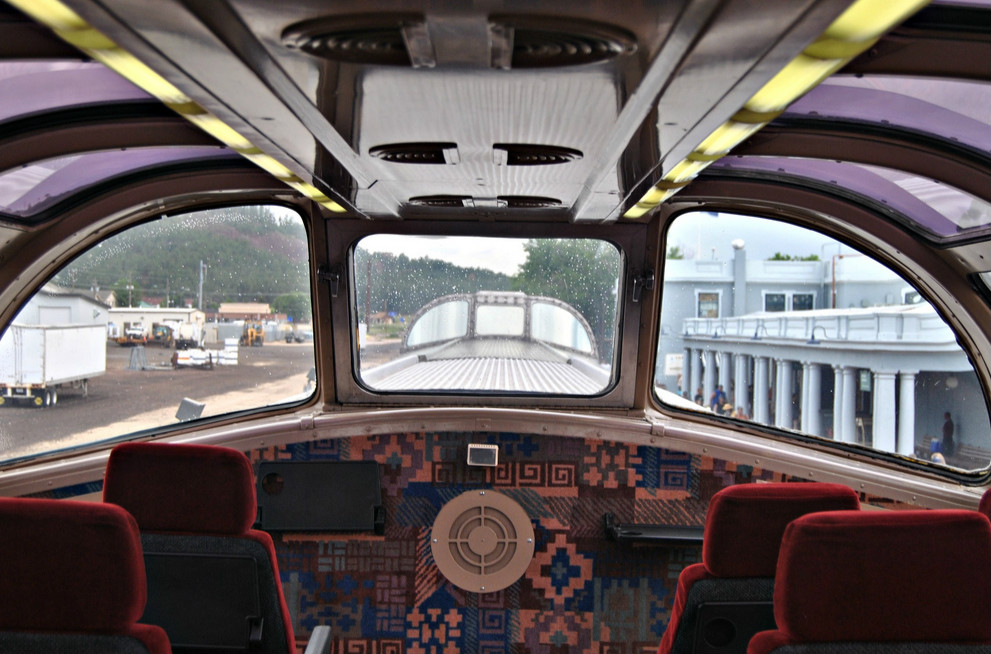
大峽谷鐵路公司于2004年購入原加州和風號使用觀景車廂“銀蹬”[3]仍然維持原樣
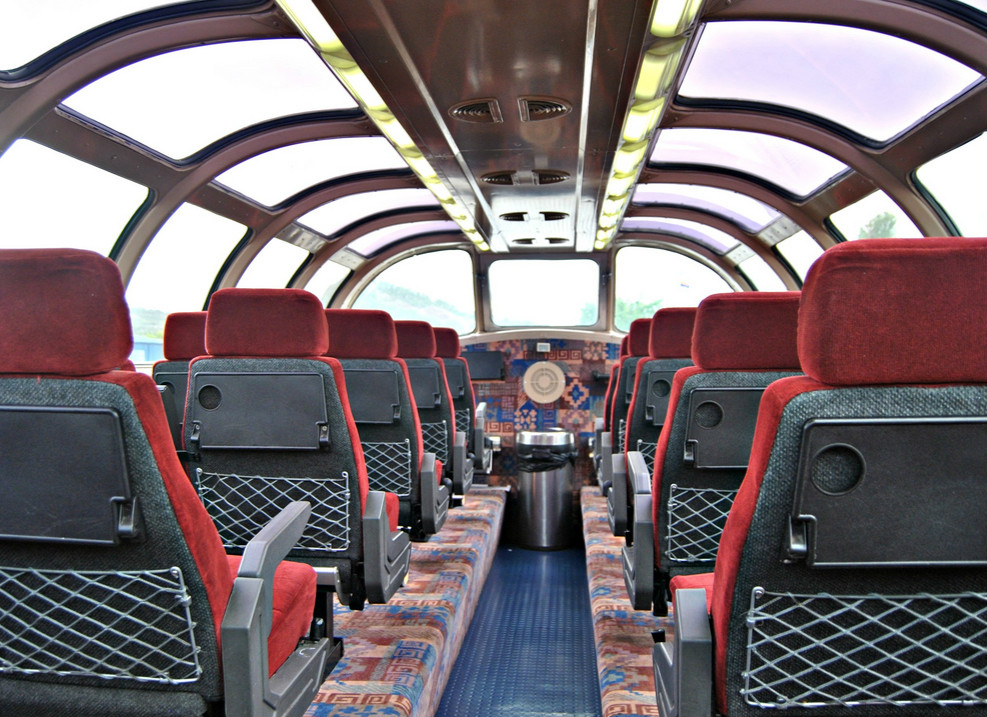
另一角度下的觀景車廂
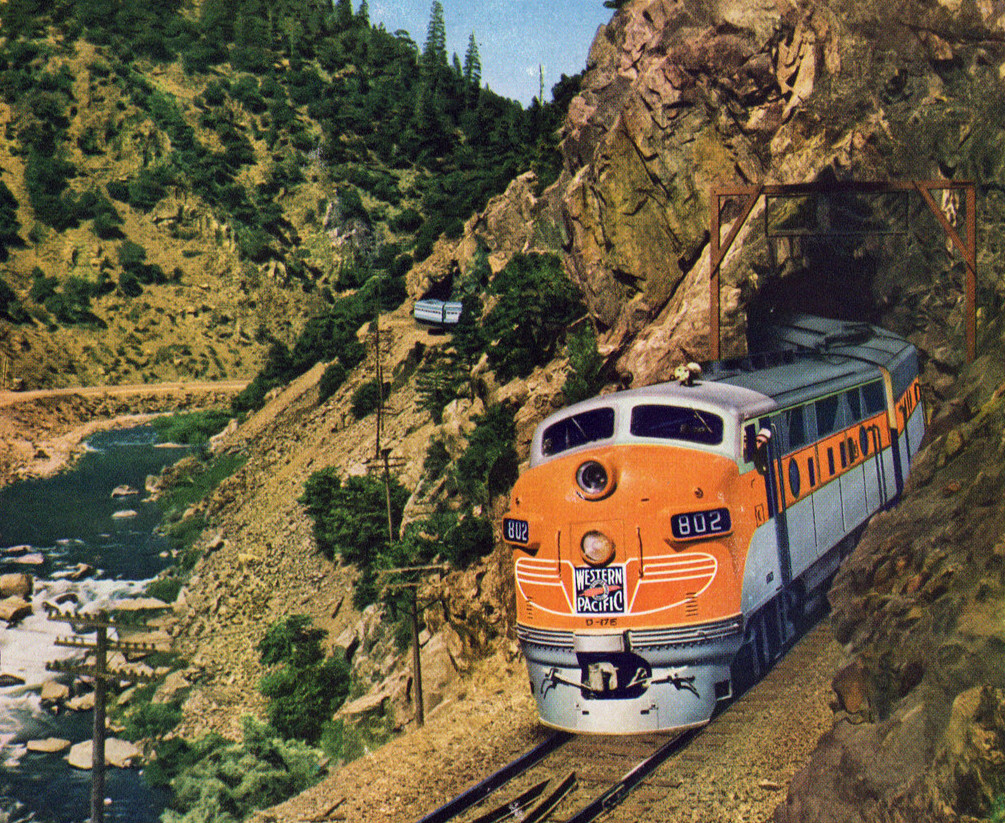
1949年加州和風號運行在羽毛河峽谷

## 外部連結
- 美國國鐵：加州和風號（页面存档备份，存于）